# Crisi (film 1946)
Crisi (Kris) è la prima opera registica dell'allora ventottenne Ingmar Bergman che uscì nel 1946.

## Trama
La giovane diciottenne Nelly vive una vita tranquilla in un villaggio costiero con la madre adottiva Ingeborg, insegnante di pianoforte, donna di semplici costumi ed ammalata che l'ha allevata fin da piccola. Nel paese arriva la madre vera Jenny, che è subito vista dagli abitanti come una presenza scandalosa per il suo comportamento. Nelly invece resta affascinata e segue Jenny a Stoccolma, attratta dalla vita eccitante e audace che le offre la grande città. Ma in Nelly si riaprono antichi ricordi, conosce il lato oscuro dell'umanità e della grande città e dopo molte peripezie sposa il giovane che da molto tempo era innamorato di lei.

## Analisi del film
Appare in questo primo film del regista il tema che sarà poi dominante nelle opere future, quello del conflitto tra le generazioni che rappresenta «uno scontro che, equilibrato in periodo di normalità, è qui acuito dal materialismo dilagante nella società postbellica». Un conflitto al cui centro ci sono solo e soltanto Nelly e Ingebor; gli altri personaggi non sono che satelliti, che arricchiscono la pellicola di valore umano. Ad esempio la figura di Jack risulta interessante in quanto emblema del clochard moderno, ricco di sogni e povero di realtà, ma secondario dal punto di vista dell'economia del film. Solo i rimorsi, l'inesperienza e la dolce ingenuità di Nelly può considerarsi leit motiv dell'intera opera.

## Produzione
Nel 1944 Bergman ha all'attivo per il cinema solo la sceneggiatura di Spasimo, così quando il produttore della Svensk Filmindustri gli propone di dirigere un film tutto suo, accetta subito. In 14 notti Bergman scrive la sceneggiatura per il film, adattando la commedia La bestia madre (Moderhjertet) dell'autore danese Leck Fischer, impostagli dal produttore. Come il regista dirà in seguito, trattandosi della sua prima opera, «avrei sicuramente tratto un film anche dalla guida del telefono».
Ma la lavorazione della pellicola è tempestata di imprevisti ed incidenti: il direttore della fotografia abbandona la produzione, un'apparecchiatura cade provocando un ferito, mentre Bergman si impunta su scelte molto costose che portano a magri risultati. Quando il film esce, il 25 febbraio 1946, è un fiasco clamoroso.

## Distribuzione
In Italia il film viene presentato nel circuito televisivo solo in lingua originale sottotitolato, e nello stesso formato esce in DVD nel maggio 2005, come contenuto speciale del film La fontana della vergine.
Nel dicembre del 2012 viene pubblicato in un cofanetto celebrativo insieme a Spasimo, prima sceneggiatura del regista svedese a diventare film, ed al film del 1949 Sete.

### Titoli con cui è stato distribuito
- Crise (Francia)
- Crisis (Spagna, Argentina, UK, USA)
- Kriisi (Finlandia)
- Krise (Norvegia) titolo alternativo: Mitt barn er mitt
- Moderhjertet (Danimarca)

## Musiche non originali
- Johann Strauss II: An der schönen blauen Donau (Sul bel Danubio blu), op. 314 (1867)
- Johann Strauß jr: Frühlingsstimmen (Voci di Primavera), op. 410 (1883)
- Johann Strauß jr:  Rosen aus dem Süden (Rose del Sud), op. 388 (1880)
- Luigi Arditi: Il bacio, testo di Gottardo Aldighieri (1862), cantante: Dagmar Olsson
- Charlie Norman: Jitterbug

## Luoghi dove il film è stato girato
- Hedemora, Dalarnas län, Svezia
- Svensk Filmindustri, Filmstaden, Råsunda, Stockholms län, Svezia, (interni)